# Feuertanz (Band)
Feuertanz ist eine Ilmenauer Folkband.

## Geschichte
Gegründet 1979, drei Wochen vor den 2. Ilmenauer Folkloretagen an der damaligen TH Ilmenau. Weil eine Band das Eröffnungskonzert abgesagt hatte, formierten sich die Gründungsmitglieder Klaus Fröhlich (Akkordeon), Gernot Ecke (Mandoline, Flöten und Gitarre), Dieter Kalka (Gitarre und Akkordeon) und Christian Deather (Flöte und Gitarre) zur Gruppe Feuertanz, benannt nach der bulgarischen Rotweinsorte mit einer Zigeunertänzerin auf dem Etikett. Das Plakat zu den Folkloretagen sowie das erste Bandposter zeichnete Jörg Reuter.
Der erste Auftritt war am 12. Oktober 1979. Kurz vorher waren die Gründungsmitglieder, allesamt Jazzklub-Mitglieder, in einer Spontanaktion zu den DDR-offenen Chansontagen Kloster Michaelstein gefahren. Seitdem spielt die Band in wechselnden Besetzungen. Das einstige Gründungsmitglied und heutiger Universitätsdozent Gernot Ecke ist bis heute der Kopf der Gruppe, die sich auch zu DDR-Zeiten jeglicher Vereinnahmung und bis heute jeglichen Profiallüren widersetzt.
Später kamen Cornelia Henk als Sängerin und Joachim Richard als Geiger hinzu. Letzterer verheiratete sich nach Ungarn und lud die Band und mit ihr befreundete Musiker in einem Zweijahrestakt zu ungezwungenen Sommerworkshops nach Teresztenye ein, später zu wechselnden Lokalitäten.
Im Sommer fuhr die Band regelmäßig mit wechselnden Programmen zu 10-tägigen Planwagentouren durch Thüringen, eine Art romantische Folkloretournee.
Im Herbst wurden die Ilmenauer Folkloretage aus dem Umfeld der Band, zuletzt von Knut Hübner, organisiert.

## Wichtige Bandmitglieder
- Thomas Zillmer, 1981–1984, Gitarre, Akkordeon, Flöten, Gesang (heute Caravan, Berlin)
- Nils Würfel, seit 1984, Kontrabass, Percussion, Gitarre, Gesang
- Knut Hübner, seit 1985, Fagott, Bandoneon, Gesang, Schalmei
- Susanne Würfel, 1985–1989, Gesang
- Sabine Kühn, 1984, Gesang
- Ronald Gensicke, 1986–1990, Geige
- Olaf Bieck, 1989–1990, Gitarre
- Daniel Gawendowicz, 1988–1991, Geige (heute Caravan, Berlin)
- Dirk Eberhardt, 1989–1999, Flöten, Bandoneon, Gesang
- Sigrun Hartmann, 1990–1997, Geige
- Carsten Lindig, 1996–1999, Gitarre
- Joachim Rosenbrück, 1999–2004, Geige, Gitarre, Mandoline, Waldzither, Gesang
- Michael Petersen, ab 1998, Gitarre, Geige, Klarinette, Gesang
- Heike Ludwig, ab 2006, Akkordeon, Gitarre
- Frank Trebsdorf, ab 2008, Gitarre, Geige

Special Guests:
- Wolfgang Lauer, 1986–1988, Berufskabarettist und Sänger, lange Jahre auch künstlerische Anleitung
- Jens Hichert, 1992–1998, Gitarre, Gesang
- Christian Hahn, von Caravan (Berlin), seit 2006 mit auf Planwagentour
- Thomas Zillmer, von 1981 bis 1984 bei Feuertanz, jetzt bei Caravan (Berlin), seit 2006 mit auf Planwagentouren
- lockere Zusammenarbeit mit dem Puppenspieler Frank Ulke

## Programme
- „Scholem Alejchem“ (1984)
- „Wenn die Bettelleute tanzen“ (1984)
- „Ich lache unter Tränen“ (1985/86)
- „Mein Stammbaum ist nicht grad erlesen“ (1988)
- „An das Publikum ...“ (1989)
- „Die Lage ist hoffnungslos, aber nicht ernst!“ (1992)
- „Der Not gehorchend, nicht dem eignen Triebe“ (1996)
- „... irgendwann kommt der Sensenmann“ (2002)
- „Löcher im Schuh“ (2003)
- „Wasser und Wein“, Folkoper (1994/95)
- „Dabei hatte es so gut angefangen ...“,[5] Folkoper (1997/98)
- „Der Mond ist unsre Sonne ...“ (2007/08)
- „Meuterei auf der Oktopus“

## Die Planwagentour
Seit 1984 ist die Band regelmäßig auf Planwagentour mit Fuhrwerk und dem Kutscher Joachim Stötzer aus Marlishausen. Bisher über 15 mal durch Thüringen, um zu musizieren auf Bühnen, in Ferienheimen, Gaststätten, Burgen und Schlösser. Übernachtungen in Zelten und Scheunen, auf der Straße oder am Lagerfeuer. Für jede Planwagentour wird ein spezielles Programm erarbeitet.

## CDs und Publikationen
Diverse CDs und Livemitschnitte, die allerdings ohne Plattenlabel von der Band vertrieben werden und einige Liederhefte, herausgegeben von Feuertanz.

## Stasiberichterstatter
Mitglieder der Band wurden mehrfach zu verschiedenen Anlässen verhört. Wegen Abkopieren verbotener Schriften kam es im Umfeld der Band zu Exmatrikulationen. Während der Verhöre wurden die Studentenunterkünfte durchsucht. Bei Gernot Ecke wurden verbotene Lieder gefunden, die er auf Anweisung abzugeben hatte. 
Beim Auftritt [1982] von Dieter Kalka (der bei einigen Liedern von 2 Mitgliedern der Gruppe „Feuertanz“ begleitet wurde) "... machte Kalka Anspielungen auf das Neue Deutschland derart, dass das, was darin geschrieben stehe, kein Mensch schlucken könne... In dem besagten Lied des Kalka geht es um einen Bockwurstverkäufer in Berlin, der beobachtet, wie ein Mann Tauben … mit Brot füttert, das in Zeitungspapier eingewickelt ist. Der Verkäufer wundert sich nun, dass die Tiere das Hingeworfene fressen, wo doch sonst 'kein Mensch das Zeug im ND schlucken könne'".